# Brdovec
Brdovec – wieś w Chorwacji, w żupanii zagrzebskiej, siedziba gminy Brdovec. W 2011 roku liczyła 2801 mieszkańców.